# Ceratosolen longimucro
Ceratosolen longimucro är en stekelart som beskrevs av Wiebes 1989. Ceratosolen longimucro ingår i släktet Ceratosolen och familjen fikonsteklar. Inga underarter finns listade i Catalogue of Life.